# Halász Gábor (matematikus)
Halász Gábor (Budapest, 1941. december 25.) magyar matematikus, egyetemi tanár, a Magyar Tudományos Akadémia rendes tagja. A multiplikatív számelmélet, a komplex függvénytan és a matematikai analízis jelentős kutatója.

## Életpályája
1959-ben érettségizett, majd beiratkozott az Eötvös Loránd Tudományegyetem Természettudományi Karának matematika szakára, ahol Turán Pál tanítványa volt. 1964-ben szerzett matematikusdiplomát. Ennek megszerzése után az MTA Matematikai Kutatóintézet munkatársa lett a komplex függvénytani osztályon. 1977-ben az osztály vezetőjévé nevezték ki. Közben 1985-ben az ELTE analízis tanszékére kapott egyetemi tanári kinevezést. 1991-ben távozott végleg a Matematikai Kutatóintézettől. Kutatóintézeti és egyetemi állása mellett számos külföldi intézmény vendégoktatója volt: Princetoni Egyetem (Institute for Advanced Study), Mittag-Leffler Intézet (Svédország), Imperial College (London), Orsay Egyetem (Párizs).
1970-ben védte meg a matematikai tudomány kandidátusi, 1982-ben akadémiai doktori értekezését. Az MTA Matematikai Bizottságának lett tagja. Később a Matematikai Tudományok Osztálya Doktori Bizottságába is bekerült, amelynek több éven át elnöke volt. 1985-ben megválasztották a Magyar Tudományos Akadémia levelező, 1995-ben pedig rendes tagjává. A Doktori Tanács matematikai és számítástudományi szakbizottságának tagja is lett. Akadémiai tisztségei mellett a Bolyai János Matematikai Társulat tagja, később választmányi tagjává választották. Számos tudományos szakfolyóirat szerkesztőbizottságának tagja: Studia Scientiarum Mathematicarum Hungarica, az Acta Mathematica Hungarica, az Analysis Mathematica és az Acta Arithmetica.

## Munkássága
Fő kutatási területe a számelmélet és a matematikai analízis. E témakörökön belül analitikus számelmélettel, harmonikus analízissel, komplex függvénytannal és a Turán-féle hatványösszeg-módszerrel foglalkozik.
Legjelentősebb eredményeit a multiplikatív számelméleti függvények középértékének vizsgálatában érte el, munkássága itt áttörőnek számít. Turán Pállal közösen sikerült első ízben a Riemann-sejtés egyik legmélyebb megközelítését jelentő sűrűségi hipotézist igazolniuk egy fix sávban. Fontosak a Lindelöf-sejtéssel kapcsolatos publikációi is. Sokat foglalkozik a modern analitikus számelmélet egyik alapját jelentő Montgomery-módszer kérdéseivel is. Több más ismert matematikussal együtt egy-egy kötetben összegyűjtötték Turán Pál és Erdős Pál válogatott közleményeit. Munkáit elsősorban magyar, angol és német nyelven adja közre.

## Díjai, elismerései
- Grünwald Géza-díj (1965, 1968)
- Rényi Alfréd-díj (1972)
- MTA Matematikai Díj (1976)
- Szele Tibor-emlékérem (1985)
- Szent-Györgyi Albert-díj (1998)
- A Magyar Köztársasági Érdemrend középkeresztje (2008)

## Főbb publikációi
- Über die Mittelwerte multiplikativer Zahlentheoretischer Funktionen (1968)
- On the Distribution of Roots of Riemann Zeta and Allied Functions (Turán Pállal, 1969)
- Estimates for the Concentration Function of Combinatorial Number Theory and Probability (1977)
- Localizing the Lozinski–Harshiladze Theorem on Projections into the Space of Trigonometric Polynomials (1977)
- On Roth’s Method in the Theory if Irregulatives of Point Distribution. Recent Progress in Analytic Number Theory (1981)
- Számelméleti függvények multiplikativitásáról (1987)
- Approximációelméleti kérdések (1996)
- Collected Papers of Paul Turán (társszerk., 1997)
- Elemi és analitikus számelmélet (1998)
- Paul Erdős and His Mathematics (társszerk., 2002)